# Antipodogomphus neophytus
Antipodogomphus neophytus är en trollsländeart som beskrevs av Fraser 1958. Antipodogomphus neophytus ingår i släktet Antipodogomphus och familjen flodtrollsländor. Inga underarter finns listade i Catalogue of Life.